# Chenet (Libramont-Chevigny)
Pour les articles homonymes, voir Chenet (homonymie).
Chenet est un hameau de Rondu dans l'Ardenne belge. Avec Rondu il fait aujourd'hui partie de la commune belge de Libramont-Chevigny située en Région wallonne dans la province de Luxembourg.